# Swing When You're Winning
Swing When You're Winning är den brittiska sångaren Robbie Williams femte soloalbum, utgivet 2001. Det skiljer sig från hans andra album i och med att det består nästan uteslutande av jazzstandards.

## Låtlista
1. I Will Talk And Hollywood Will Listen (Guy Chambers, Robbie Williams)
2. Mack The Knife (Marc Blitzstein, Bertolt Brecht, Kurt Weill)
3. Somethin' Stupid (med Nicole Kidman) (C. Carson Parks)
4. Do Nothin' Till You Hear from Me (Duke Ellington, Bob Russell)
5. It Was a Very Good Year (med Frank Sinatra) (Ervin Drake)
6. Straighten Up and Fly Right (Nat King Cole, Irving Mills)
7. Well, Did You Evah! (med Jon Lovitz) (Cole Porter)
8. Mr. Bojangles (Jerry Jeff Walker)
9. One for My Baby (Harold Arlen, Johnny Mercer)
10. Things (med Jane Horrocks) (Bobby Darin)
11. Ain't That a Kick in the Head (Sammy Cahn, Jimmy Van Heusen) – 2:27
12. They Can't Take That Away from Me (med Rupert Everett) (George Gershwin, Ira Gershwin)
13. Have You Met Miss Jones? (Richard Rodgers, Lorenz Hart)
14. Me and My Shadow (med Jonathan Wilkes) (Dave Dreyer, Al Jolson, Billy Rose)
15. Beyond the Sea (Jack Lawrence, Charles Trenet)
16. Gömt spår